# Andes marmoratus
Andes marmoratus är en insektsart som först beskrevs av Philip Reese Uhler 1896.  Andes marmoratus ingår i släktet Andes och familjen kilstritar. Inga underarter finns listade i Catalogue of Life.